# Ehrenzeichen der deutschen Ärzteschaft
Das Ehrenzeichen der deutschen Ärzteschaft wurde 1958 vom Deutschen Ärztetag gestiftet. Es wird vom Präsidenten der Bundesärztekammer und des Deutschen Ärztetages an Persönlichkeiten verliehen, die nicht in Deutschland als Ärztinnen und Ärzte approbiert sind. 
Gewürdigt werden Verdienste um die medizinische Wissenschaft, die Gesundheit der Bevölkerung und/oder um den ärztlichen Berufsstand.
Die Bundesärztekammer führt eine „Liste der Träger des Ehrenzeichens der Deutschen Ärzteschaft“.

## Preisträgerinnen und Preisträger
Genannt werden Persönlichkeiten, für die Wikipediaartikel vorliegen. 
- 2025: Robert Jütte

- 2022: Jochen Taupitz
- 2020: Walter Wuttke
- 2019: Hans Lilie
- 2016: Walter Schlenkenbrock
- 2013: Rainer Hess
- 2012: Pia Rumler-Detzel
- 2011: Bernd Rolle
- 2009: Gerd Antes, Sylvia Sänger
- 2008: Bernhard Ehlen (2010 aus der Liste der Träger gestrichen), Gerhard Englert
- 2003: Adolf Laufs
- 2002: Heinz Jordan, Hans-Konrad Selbmann
- 2001: Gerhard Kocher
- 2000: Liz Mohn
- 1996: Hans-Wolfgang Pfeifer
- 1994: Helmut Geiger, Jacques Robert Marie Moulin, Gerhard Pfohl
- 1990: Ursula Schleicher
- 1986: Franz Neubauer
- 1985: André Wynen
- 1981: Wolfgang Hausmann
- 1980: Kurt Spitzmüller
- 1977: Ulrich Kirchhoff
- 1975: Marielies Schleicher
- 1969: Werner Mühlenbrock
- 1967: Kurt Partzsch
- 1965: Otto Garde
- 1957: Irma Blohm